# OH/IR星

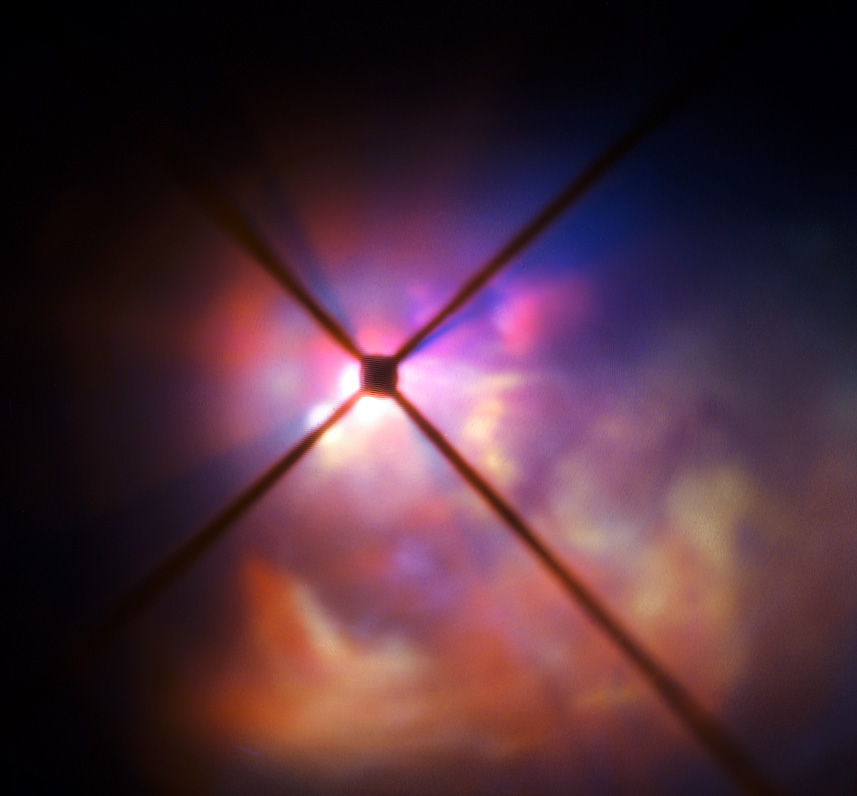
紅超巨星大犬座VY周圍環境的甚大望遠鏡 影像

OH/IR星是演化晚期型星，顯示出在近紅外線波段明亮的OH邁射輻射。
在米拉變星，恆星外層的大氣層在脈動的峰執會被強勁的星風吹離。而在吹離恆星時，星周包層的氣體會迅速地凝結，形成像水和氧化矽等分子。氧化矽的分子結合創造出塵埃顆粒，水分子可以被其他恆星輻射的紫外線分解成羥基的分子。來自溫暖塵埃的熱會激發羥基，而被激發的羥基分子會發出邁射的1612MHz和1667MHz的譜線。 
短週期脈動（約一年）和低質量損失率的米拉變星在1667MHz的波長上產生微弱的邁射，但是高質量損失率和長週期脈動（最長約六年）的米拉變星在1612MHz的羥基邁射會變得比1667MHz的強烈。它們使從恆星膨脹的氣體殼層發射出的譜線特徵形成U字型的形狀。這種恆星因為從殼層溫暖的氣體輻射出強烈的羥基（OH）邁射和紅外線，因而被稱為OH/IR 星。
邁射的強度會隨著恆星亮度的脈動變化。
兩個峰值的速度差值等於殼體中的氣體和塵埃離開恆星膨脹速度的兩倍，典型的膨脹速度是大約每秒20公里。左邊的峰值在右邊的之前升起，也在右邊的落下之前先落下。這是無線電波的邁射從遠端穿越殼層到近端需要額外的時間造成的結果。